# 95 Teses
As 95 Teses ou Disputação do Doutor Martinho Lutero sobre o Poder e Eficácia das Indulgências (em latim: Disputatio pro declaratione virtutis indulgentiarum) são uma lista de proposições para uma disputa acadêmica escrita em 1517 por Martinho Lutero, professor de teologia moral da Universidade de Vitemberga, Alemanha, as quais iniciaram a Reforma Protestante, um cisma da Igreja Católica que mudou profundamente a Europa. Tais teses discorrem sobre as posições de Lutero contra o que ele viu como práticas abusivas por pregadores que realizavam a venda de indulgências, que tinham por finalidade reduzir a punição temporal de pecados cometidos pelos próprios compradores ou por algum de seus entes queridos no purgatório. Nas Teses, Lutero afirmou que o arrependimento requerido por Cristo para que os pecados sejam perdoados envolve o arrependimento espiritual interior e não meramente uma confissão sacramental externa. Ele argumentou que as indulgências levam os cristãos a evitar o verdadeiro arrependimento e a tristeza pelo pecado, acreditando que podem renunciá-lo comprando uma indulgência. Estas também, de acordo com Lutero, desencorajam os cristãos de dar aos pobres e realizarem outros atos de misericórdia, acreditando que os certificados de indulgência eram mais valiosos espiritualmente. Apesar de Lutero ter afirmado que suas posições sobre as indulgências estavam de acordo com as do papa, as teses desafiaram uma bula pontifícia do século XIV, as quais afirmavam que o papa poderia usar o tesouro do mérito e as boas obras dos santos do passado para perdoar a punição temporal pelos pecados. As Teses são formuladas como proposições a serem discutidas em debate não representariam necessariamente as opiniões de Lutero, porém ele as esclareceu posteriormente na obra Explicações da Disputa sobre o Valor das Indulgências.
Lutero enviou as Teses anexadas a uma carta a Alberto de Mainz, o Arcebispo de Mainz, em 31 de outubro de 1517, data que é considerada o início da Reforma Protestante e que é comemorada anualmente como o Dia da Reforma Protestante. Lutero também pode ter afixado as Teses na porta da Igreja do Castelo de Vitemberga e de outras igrejas em Vitemberga, de acordo com o costume da Universidade, em 31 de outubro, ou em meados de novembro. As Teses foram rapidamente reimpressas, traduzidas e distribuídas por toda a Alemanha e a Europa. Iniciou-se então uma guerra panfletária com o pregador de indulgências Johann Tetzel, contribuindo para a difusão da fama de Lutero. Os superiores eclesiásticos de Lutero o julgaram de heresia, o que culminou na sua excomunhão em 1521. Embora a publicação das Teses seja o início da Reforma Protestante, Lutero não considerava as indulgências tão importantes como outras questões teológicas que dividiriam a igreja, como a justificação pela fé e o livre arbítrio. Sua descoberta acerca destas questões viria mais tarde, sendo que ele não via a escrita das Teses como o ponto em que suas crenças divergiram daquelas da Igreja Católica.

## Contexto
Martinho Lutero, professor de teologia moral da Universidade de Vitemberga e pregador na cidade, escreveu as 95 Teses contra a prática contemporânea da igreja com respeito às indulgências. Na Igreja Católica, praticamente a única igreja cristã na Europa na época, as indulgências faziam parte do que era chamado de economia da salvação. Neste sistema, quando os cristãos pecam e confessam, eles são perdoados e não recebem mais uma punição eterna no inferno, mas podem ainda ser passíveis de castigo temporal. Tal punição poderia ser quitada pelo penitente com a realização de obras de misericórdia. Se esta punição temporal não for quitada durante a vida, ela precisaria ser no purgatório. Com uma indulgência (que pode ser traduzida como "bondade"), esta punição temporal poderia ser diminuída. Com o abuso do sistema de indulgências, o clero se beneficiava com a venda destas, e o papa dava uma sanção oficial em troca de uma taxa.

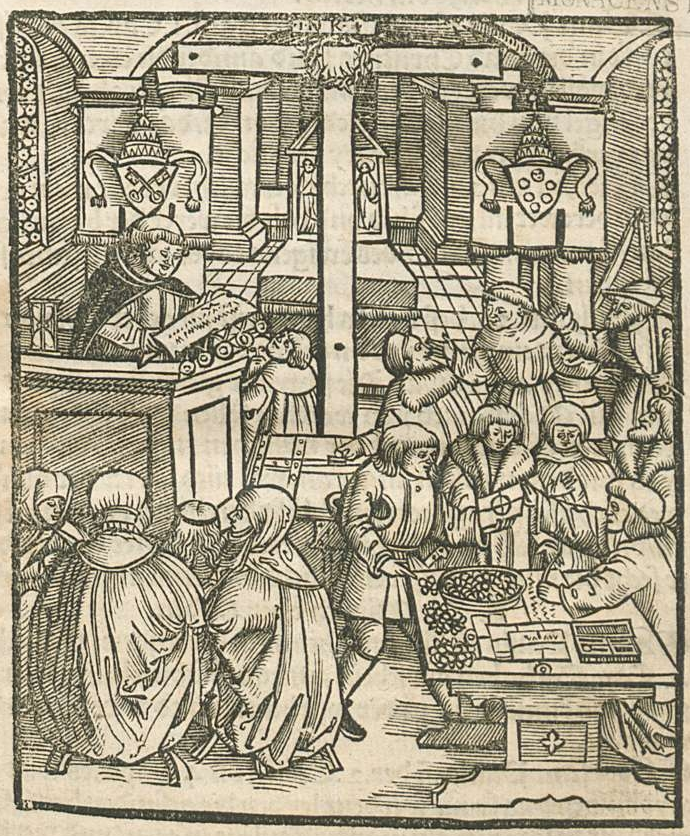
Xilogravura de uma venda de indulgências em uma igreja registrada em um panfleto de 1521

Os papas são autorizados a conceder indulgências plenárias, que fornecem completo perdão para qualquer punição temporal restante devido aos pecados, estas compradas em nomes de pessoas que se acredita estarem no purgatório. Isto levou à criação do dito popular: "Assim que a moeda no cofre cai, a alma do purgatório sai", o qual foi criticado pelos teólogos da Universidade de Paris no final do século XV. Entre os críticos mais antigos das indulgências inclui-se John Wycliffe, que negou que o papa tivesse jurisdição sobre o purgatório. Jan Hus e seus seguidores defendiam um sistema mais severo de penitências, no qual as indulgências não estavam disponíveis. Já os governantes políticos tinham interesse em controlar as indulgências porque as economias locais sofriam quando determinados territórios eram utilizados como pagamento das indulgências. Os governantes, muitas vezes, procuravam receber uma parte dos lucros ou das indulgências proibidas, como fez Jorge, Duque da Saxônia no Eleitorado da Saxônia de Lutero.
Em 1515, o Papa Leão X concedeu uma indulgência plenária destinada a financiar a construção da Basílica de São Pedro em Roma, que seria aplicável a quase todos os pecados, com exceção do adultério e do roubo. Todas as outras pregações de indulgência cessariam em um período de oito anos, enquanto esta seria oferecida à quem doasse valores para ajudar na construção do edifício. Aos pregadores de indulgência foram dadas instruções rigorosas de como as indulgências deveriam ser pregadas, sendo que estas deveriam ser muito mais laudatórias do que as anteriores. Johann Tetzel foi o encarregado de pregar e oferecer esta indulgência em 1517, e esta sua campanha em cidades próximas à Vitemberga atraiu muitos dos moradores para viajarem a tais localidades para comprá-las, uma vez que sua venda havia sido proibida em Vitemberga e outras cidades saxônicas.
Lutero também havia tido experiência com as indulgências relacionadas à Igreja do Castelo de Vitemberga. Ao venerar a grande coleção de relíquias da igreja, qualquer um poderia receber uma indulgência. Ele já pregava em 1514 contra o abuso das indulgências e o modo como eles barateavam a graça ao invés de exigir um verdadeiro arrependimento. Lutero ficou preocupado principalmente em 1517, quando os seus paroquianos, ao retornarem da compra de indulgências oferecidas por Tetzel, afirmaram que eles não precisavam se arrepender e mudar as suas vidas para serem perdoados de seus pecados. Depois de escutar o que Tetzel discorria sobre as indulgências em seus sermões, Lutero começou a estudar cuidadosamente o assunto e contactar especialistas sobre o tema. Ele realizou diversas pregações em 1517 sobre as indulgências, sempre explicando que o verdadeiro arrependimento era mais eficaz do que a compra de uma indulgência. Ele ensinou que receber uma indulgência pressupunha que o penitente havia se confessado e se arrependido, caso contrário de nada valia. Um pecador verdadeiramente arrependido também não procuraria uma indulgência, porque amava a justiça de Deus e desejava receber o castigo interior de seu pecado. Estes sermões cessaram de ser pregados entre abril e outubro de 1517, presumivelmente enquanto Lutero estava escrevendo as 95 Teses. Ele redigiu um Tratado Sobre a Indulgência e a Graça no início do outono de 1517, sendo este um exame cauteloso e uma pesquisa sobre o assunto. Ele contactou os líderes da igreja por meio de cartas, incluindo o seu superior Hieronymus Schulz, Bispo de Brandemburgo, alguns momentos antes do dia 31 de outubro, que foi quando ele enviou as 95 Teses para o Arcebispo Alberto de Mainz.

## Conteúdo
A primeira tese tornou-se famosa: "Ao dizer: 'Fazei penitência', etc. (Mateus 4:17), o nosso Senhor e Mestre Jesus Cristo quis que toda a vida dos fiéis fosse penitência." Nas primeiras teses, Lutero desenvolve a ideia de arrependimento do cristão em uma luta interna contra o pecado, invés de um sistema externo de confissão sacramental. As teses 5–7 então afirmam que o papa só possui o direito de libertar as pessoas de punições que ele mesmo impôs por decisões próprias ou dos cânones, e não da culpa do pecado. O papa só possui o direito de anunciar o perdão de Deus da culpa do pecado no nome dele. Nas teses 14–29, Lutero desafiou as crenças comuns sobre o purgatório. As teses 14–16 discutem a ideia de que a punição do purgatório pode ser comparada ao medo e ao desespero sentidos pelas pessoas que morrem. Nas teses 17–24, ele afirma que nada pode ser definitivamente dito sobre o estado espiritual das pessoas que se encontram no purgatório, e conclui nas teses 25 e 26 negando que o papa tenha qualquer poder sobre as pessoas no purgatório. Nas teses 27–29, ele ataca a ideia de que, assim que o pagamento é feito, a alma do ente querido do pagador é libertada do purgatório. Ele vê isso como uma maneira de encorajar a ganância pecaminosa, e diz que é impossível ter certeza porque somente Deus tem poder supremo em perdoar punições no purgatório.

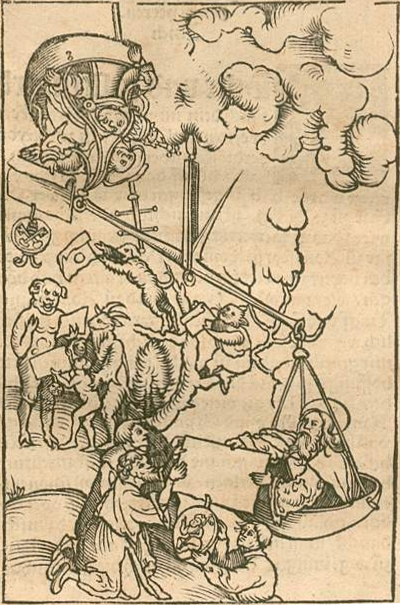
Xilogravura datada de 1525 na qual o perdão de Cristo supera as indulgências do papa

As teses 30–34 tratam da desconfiança que Lutero possuía sobre os pregadores de indulgência que as ofereciam para os cristãos. Uma vez que ninguém sabe se uma pessoa está verdadeiramente arrependida, uma carta que assegura uma pessoa de seu perdão é perigosa. Nas teses 35 e 36, ele ataca a ideia de que uma indulgência torna o arrependimento desnecessário. Isso leva à conclusão de que a pessoa verdadeiramente arrependida, que só pode se beneficiar da indulgência, já recebeu o único benefício que ela proporciona. Os cristãos verdadeiramente arrependidos, segundo Lutero, já foram perdoados de seus pecados e respectivas culpas. Nas teses 37 e 38, ele deixa explícito que as indulgências não são necessárias para que os cristãos recebam todos os benefícios proporcionados por Cristo. As teses 39 e 40 argumentam que as indulgências tornam o verdadeiro arrependimento mais difícil. O verdadeiro arrependimento deseja a punição de Deus para com o pecado, mas as indulgências ensinam a evitar a punição, uma vez que esse é o propósito de comprar uma indulgência.
Nas teses 41–47, Lutero critica as indulgências com base em que estas desencorajam obras de misericórdia por aqueles que as compram. Aqui ele começa a utilizar a frase "Deve-se ensinar aos cristãos que..." para indicar como ele acha que as pessoas devem ser instruídas sobre o valor das indulgências. Elas devem ser ensinadas que dar aos pobres é incomparavelmente mais importante do que comprar indulgências, já que a compra de uma indulgência sem dar nada aos pobres provoca a ira de Deus, e fazer boas obras torna uma pessoa melhor, enquanto a compra de indulgências não provoca este efeito. Nas teses 48–52, Lutero discorre sobre o papel do papa, dizendo que se o papa soubesse o que estava sendo pregado em seu nome, ele "preferiria reduzir a cinzas a Basílica de São Pedro a edificá-la com a pele, a carne e os ossos de suas ovelhas". As teses 53–55 são lamentações sobre as restrições na pregação da Palavra enquanto havia o oferecimento de indulgências.
Lutero critica a doutrina do tesouro do mérito, ou tesouro da Igreja, que serve de base para a doutrina das indulgências, durante as teses 56–66. Ele afirma que os cristãos não entendem a doutrina verdadeira e estão sendo enganados, pois, para ele, o verdadeiro tesouro da Igreja é o Evangelho de Jesus Cristo. No entanto, este tesouro acaba sendo odiado "pois faz com que os primeiros sejam os últimos", segundo palavras de Mateus 19:30 e Mateus 20:16. Lutero utiliza de metáfora e de jogo de palavras para descrever os tesouros do evangelho como redes para pescarem homens de riqueza, enquanto os tesouros das indulgências são redes para pescar a riqueza dos homens.

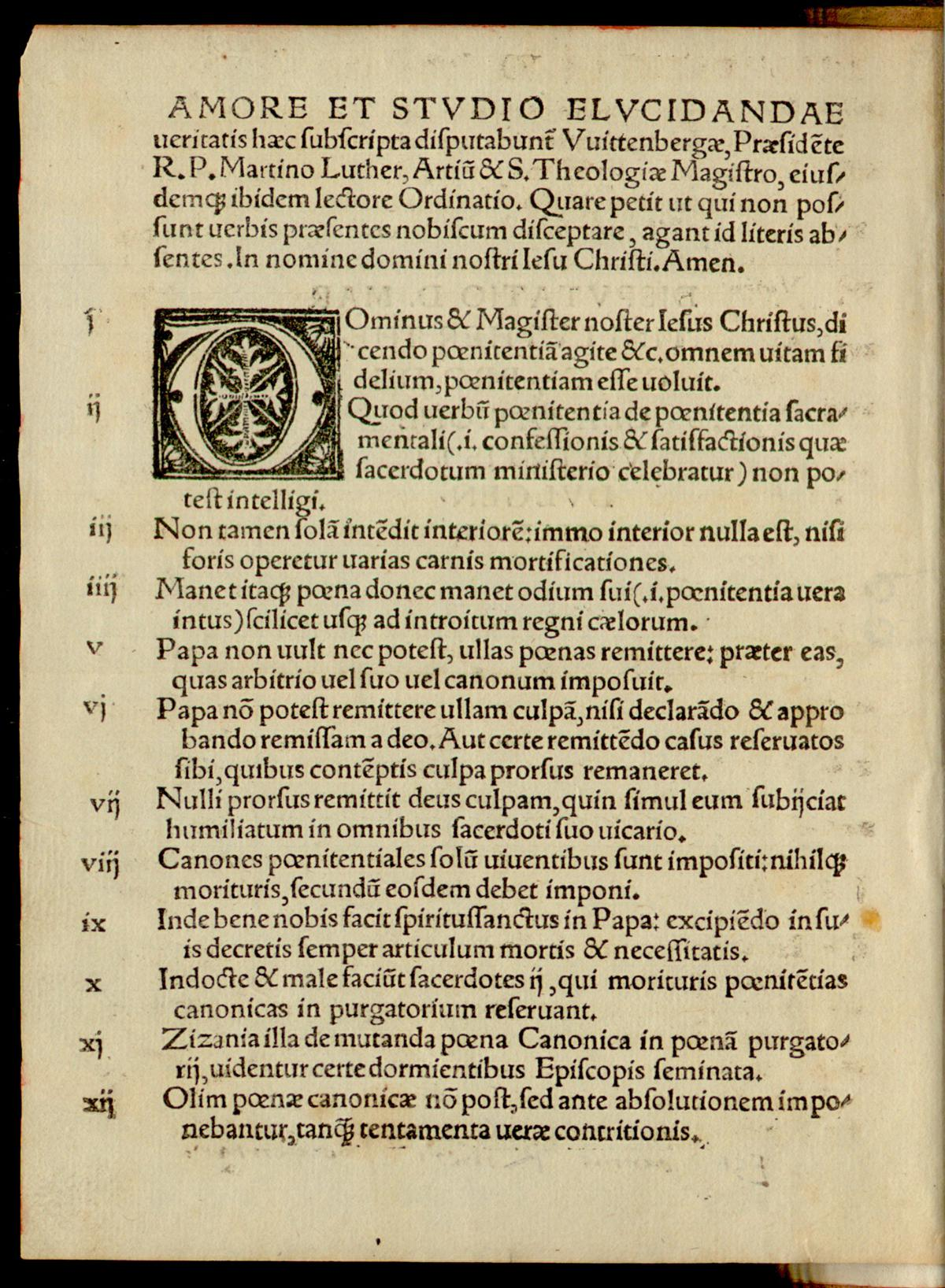
Primeira página da impressão de 1517 das Teses, distribuída na Basileia no formato de panfleto

Durante as teses 67–80, Lutero discute ainda mais sobre os problemas causados pela forma como as indulgências estavam sendo pregadas, conforme carta que enviou ao Arcebispo Alberto. Os pregadores têm promovido indulgências como a maior das graças disponíveis na igreja, mas na verdade só promovem a ganância. Ele aponta que os bispos foram ordenados a oferecer reverência aos pregadores de indulgência que entram na sua jurisdição, mas os bispos também são acusados de proteger o seu povo de pregadores que pregam de forma contrária à intenção do papa. Ele então ataca a crença supostamente propagada pelos pregadores de que a indulgência poderia perdoar alguém que violou a Virgem Maria. Lutero afirma que as indulgências não podem tirar a culpa nem do mais leve dos pecados veniais. Ele rotula várias outras supostas declarações dos pregadores de indulgência como blasfêmia: que São Pedro não poderia ter concedido uma indulgência maior do que a atual, e que a indulgência da cruz com as armas do papa, insigneamente erguida, equivale à cruz de Cristo.
Lutero enumera várias críticas feitas por leigos contra indulgências nas teses 81–91. Ele as apresenta como difíceis objeções que seus fiéis estão trazendo, invés de realizar suas próprias críticas. Como ele deveria responder àqueles que perguntam por que o papa não esvazia o purgatório por causa do santíssimo amor e da extrema necessidade das almas? O que ele deveria dizer àqueles que perguntam por que se mantém as exéquias e os aniversários dos falecidos e por que o papa não restitui ou permite que se recebam de volta as doações efetuadas em favor deles, visto que já não é justo orar pelos redimidos? Lutero afirmou que parecia estranho para alguns que pessoas piedosas no purgatório pudessem ser redimidas por pessoas ímpias e vivas. Lutero também menciona a questão de porque o papa, que é muito rico, requer dinheiro de crentes pobres para construir a Basílica de São Pedro. Ele afirma que ignorar estas questões significa expor a igreja e o papa à zombaria dos inimigos e fazer os cristãos infelizes. Ele apela ao interesse financeiro do papa, dizendo que se os pregadores limitassem sua pregação de acordo com as posições de Lutero sobre as indulgências (o que ele alegava ser também a posição do papa), as objeções deixariam de ser relevantes. Lutero encerra as Teses exortando os cristãos a imitar Cristo, mesmo que traga dor e sofrimento: "E que confiem entrar no céu antes passando por muitas tribulações do que por meio da confiança da paz."

## A intenção de Lutero
As Teses foram escritas como proposições a serem discutidas em uma disputa acadêmica formal, embora não haja evidências de que tal evento tenha ocorrido. No cabeçalho das Teses, Lutero convidou estudiosos interessados de outras cidades para participarem. A realização de tal debate era um privilégio que Lutero tinha como doutor e não era uma forma incomum de investigação acadêmica. Lutero preparou vinte conjuntos de teses para disputa em Vitemberga entre 1516 e 1521. Andreas Karlstadt havia escrito um conjunto dessas teses em abril de 1517, e estas eram mais radicais em termos teológicos do que as de Lutero. Ele as postou na porta da Igreja do Castelo, como Lutero teria feito com as Noventa e Cinco Teses. Karlstadt postou suas teses num momento em que as relíquias da igreja foram colocadas em exibição, e isso pode ter sido considerado um gesto provocativo. Da mesma forma, Lutero publicou as Noventa e Cinco Teses no Dia de Todos-os-Santos, o dia mais importante do ano para a exibição de relíquias na Igreja do Castelo.
As teses de Lutero tinham como objetivo iniciar um debate entre acadêmicos, e não uma revolução popular, mas há indícios de que ele viu sua ação como profética e relevante. Nesta época, ele começou a usar o nome "Lutero" e às vezes "Eleutherius", tradução grega para "livre", em vez de "Luder". Isso parece referir-se ao fato de ele estar livre da teologia escolástica, a qual ele havia discutido contra naquele ano. Mais tarde, Lutero afirmou não ter desejado que as Teses fossem amplamente distribuídas. Elizabeth Eisenstein argumentou que sua alegada surpresa em seu sucesso pode ter envolvido um engano consigo mesmo, e Hans Hillerbrand afirmou que Lutero certamente estava pretendendo instigar uma grande controvérsia. Às vezes, Lutero parece usar a natureza acadêmica das Teses como um disfarce para permitir que ele possa atacar a crenças estabelecidas, sendo capaz de negar que ele pretendia atacar o ensino da igreja. Uma vez que escrever um conjunto de teses para uma disputa não compromete necessariamente o autor a essas opiniões, Lutero poderia negar que ele tinha as ideias mais polêmicas discorridas nas Teses.

## Distribuição e publicação
Em 31 de outubro de 1517, Lutero enviou uma carta ao Arcebispo de Mainz, Alberto de Mainz, sob cuja autoridade as indulgências estavam sendo vendidas. Na carta, Lutero se dirige ao arcebispo por um leal desejo de alertá-lo para os problemas pastorais criados pelos sermões de indulgência. Ele assume que Alberto não possui conhecimento do que está sendo pregado sob sua autoridade, e fala com preocupação que o povo está sendo levado para longe do evangelho, e que os pregadores de indulgência podem trazer vergonha ao nome de Alberto. Ele não condena as indulgências ou a doutrina atual sobre tais, nem mesmo os sermões que tinham sido pregados por eles, já que Lutero não os tinha visto em primeira mão. Ao invés disso, ele afirma sua preocupação com os mal-entendidos do povo sobre as indulgências que acabaram sendo fomentadas pela pregação, como a crença de que qualquer pecado poderia ser perdoado através das indulgências ou que a culpa, bem como a punição pelo pecado, poderiam ser perdoados por uma indulgência. Em um pós-escrito, Lutero escreveu que Alberto poderia encontrar algumas teses sobre o assunto anexadas com sua carta, de modo que ele pudesse ver a incerteza em torno da doutrina das indulgências, em contraste com os pregadores que explanavam tão confiantes os benefícios das indulgências.

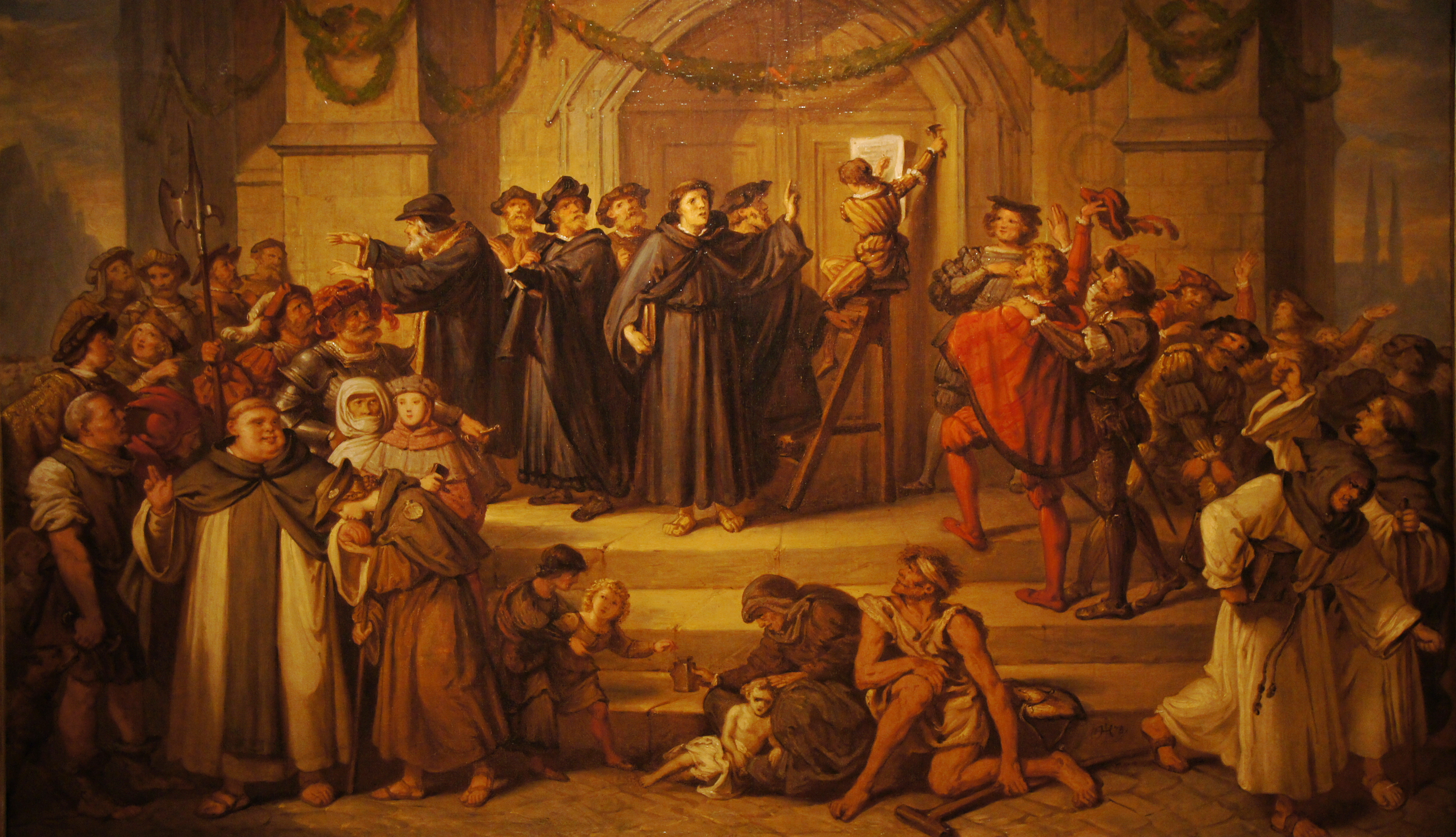
Esta pintura de Julius Hübner feita no século XIX sensacionaliza a afixação das Teses diante de uma multidão

Costumava-se, ao propor uma disputa, fazer com que as teses fossem publicadas pela imprensa universitária e anexadas publicamente. Não existem cópias de uma impressão de Vitemberga sobre as 95 Teses que ainda possam ser consultadas, mas isso não é surpreendente, visto que Lutero não era famoso e a importância do documento não foi reconhecida na época. Em Vitemberga, os estatutos universitários exigem que as teses sejam afixadas em cada porta da igreja da cidade, mas Filipe Melâncton, que mencionou pela primeira vez a postagem das teses, só a fez na porta da Igreja do Castelo. Melâncton também afirmou que Lutero postou as teses em 31 de outubro, porém, isso está em conflito com as várias das declarações de Lutero sobre o curso dos acontecimentos. Lutero sempre alegou que ele trouxe suas objeções através de meios adequados, invés de incitar uma controvérsia pública. É possível que, enquanto Lutero posteriormente considerou a carta de 31 de outubro enviada à Alberto como o início da Reforma Protestante, ele tenha afixado as Teses na porta de todas as igrejas até meados de novembro. Não obstante, as Teses tornaram-se bem conhecidas entre a elite intelectual de Vitemberga logo depois que Lutero as enviou para Alberto.
As Teses foram copiadas e distribuídas para as partes interessadas logo após Lutero enviar a carta para o Arcebispo Alberto. As Teses em latim foram impressas em um panfleto de quatro páginas na Basileia, e em formato de cartaz em Leipzig e Nuremberg. Ao todo, várias centenas de cópias das Teses em latim foram impressas na Alemanha em 1517. Kaspar Nützel, em Nuremberg, traduziu-as para a língua alemã mais tarde naquele ano, e cópias desta tradução foram enviadas para as localidades do país que possuíam interesse em ler o material, mas não sendo estas necessariamente impressas.

## Reações
Alberto aparentemente recebeu a carta de Lutero com as Teses no final de novembro. Pediu a opinião dos teólogos na Universidade de Mainz e conferiu com seus conselheiros. Estes, todavia, recomendaram que ele proibisse Lutero de pregar contra as indulgências devido aos disparates sobre as indulgências e as normas vigentes na época, e sendo assim, Alberto pediu tal ação na Santa Sé. Em Roma, Lutero foi imediatamente percebido como uma ameaça. Em fevereiro de 1518, o papa Leão solicitou ao chefe dos eremitas agostinianos, a ordem religiosa de Lutero, para convencê-lo a parar de difundir suas ideias sobre indulgências. Silvestro Mazzolini também foi nomeado para escrever uma opinião que seria usado em um julgamento contra ele. Mazzolini então redigiu Um Diálogo contra as Teses Presuntivas de Martinho Lutero sobre o Poder do Papa, que se concentrou no questionamento de Lutero sobre a autoridade do papa, sem citar as suas queixas sobre a pregação das indulgências. Lutero recebeu uma convocação para Roma em agosto de 1518. Ele respondeu com Explicações da Disputa sobre o Valor das Indulgências, obra na qual ele tentou se esclarecer da acusação de que estava atacando o papa. Ao apresentar suas opiniões mais abertamente, Lutero parece ter reconhecido que as implicações de suas crenças o afastavam do ensino oficial do que inicialmente sabia. Ele disse mais tarde que talvez não tivesse iniciado a controvérsia se soubesse até onde esta o conduziria. As Explicações foram conhecidas como a primeira obra da Reforma Protestante de Lutero.

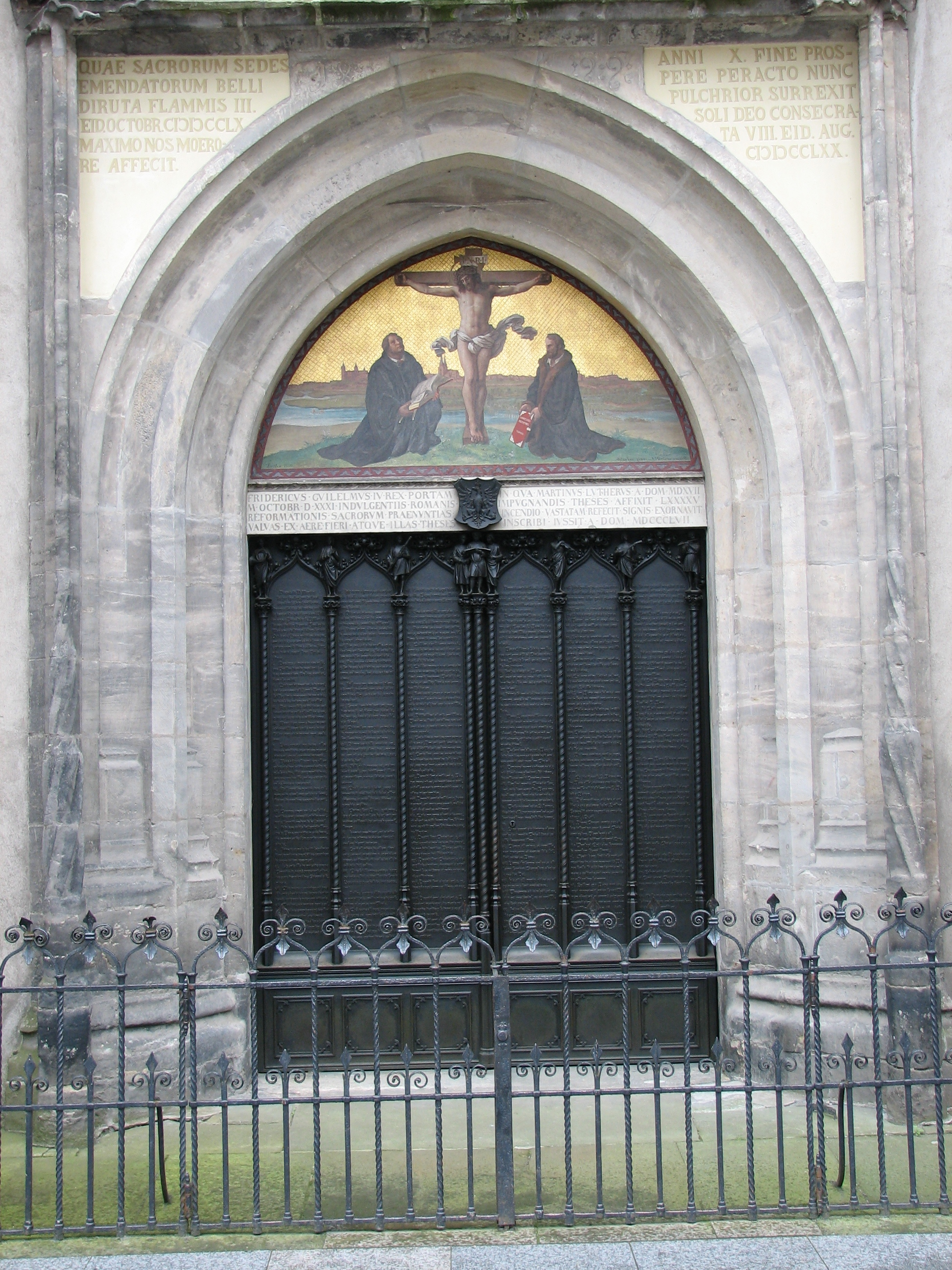
Portas comemorativas foram instaladas na Igreja do Castelo de Vitemberga no 375º aniversário de Lutero, em 1858

Johann Tetzel respondeu às Teses solicitando que Lutero fosse queimado por praticar heresia e que o teólogo Konrad Wimpina escrevesse 106 teses contra a obra de Lutero. Tetzel defendeu estas em uma disputa perante a Universidade Europeia Viadrina em janeiro de 1518. 800 exemplares da disputa impressa foram enviados para serem vendidos em Vitemberga, mas estudantes da Universidade as pegaram do livreiro e as queimaram. Lutero ficou cada vez mais temeroso de que a situação estivesse fora de controle e que ele estaria em perigo. Para aplacar seus oponentes, ele publicou Um Sermão Sobre a Indulgência e a Graça, que não desafiou a autoridade do papa. Este panfleto, escrito em alemão, era muito curto e de fácil compreensão para os leigos. Sendo este o primeiro trabalho bem-sucedido de Lutero, acabou por ser reimpresso vinte vezes. Tetzel respondeu com uma refutação ponto-a-ponto, citando fortemente a Bíblia e teólogos importantes, porém, seu panfleto não era tão popular quanto o de Lutero. A resposta de Lutero ao panfleto de Tetzel, por outro lado, foi outro sucesso de publicação.
Outro crítico proeminente das Teses foi João Maier, amigo de Lutero e teólogo da Universidade de Ingolstadt. Maier escreveu uma refutação, destinada ao bispo de Eichstätt, intitulada Os Obeliscos. O nome foi utilizado em referência aos obeliscos usados para marcar passagens heréticas em textos na Idade Média, sendo este um ataque pessoal áspero e inesperado, acusando Lutero de heresia e estupidez. Lutero respondeu em privado com Os Asteriscos, intitulado após as marcas de asteriscos usadas para destacar textos importantes. A resposta de Lutero foi violenta e expressou a opinião que Maier não compreendeu a matéria que ele escreveu. A disputa entre Lutero e Maier tornar-se-ia pública no debate de Leipzig em 1519.
Lutero foi convocado pela autoridade do papa para defender-se contra-acusações de heresia de Tomás Caetano em Augsburgo, em outubro de 1518. Caetano não permitiu que Lutero discutisse com ele sobre suas supostas heresias, mas identificou dois pontos de controvérsia. A primeira foi contra a tese 58, que afirmava que o papa não poderia usar o tesouro do mérito para perdoar a punição temporal do pecado. Isto contradiz a bula pontifícia Unigênito, promulgada por Clemente VI em 1343. O segundo ponto era saber se alguém poderia ter certeza de que tinha sido verdadeiramente perdoado quando seus pecados foram absolvidos por um padre. As Explicações de Lutero sobre a tese sete afirmam que se poderia basear-se na promessa de Deus, mas Caetano argumentou que o humilde cristão nunca deve presumir estar certo de sua posição perante Deus. Lutero se recusou a retrair-se e pediu que o caso fosse revisado por teólogos universitários. Este pedido foi negado, então Lutero apelou ao papa antes de sair de Augsburgo. Lutero foi finalmente excomungado em 1521 depois que ele queimou a bula pontifícia que o ameaçava a se retratar ou então receber a excomunhão.

## Legado

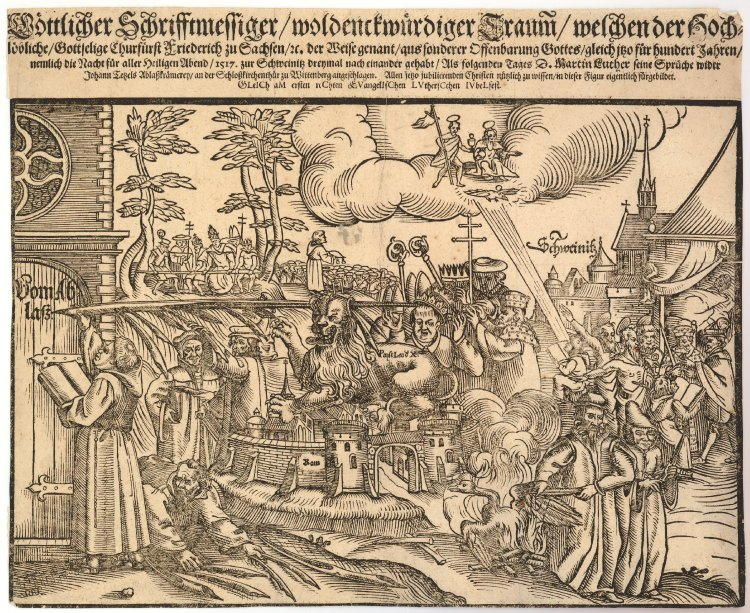
Impressão feita para o Jubileu da Reforma de 1617, exibindo Lutero escrevendo as Teses na igreja de Vitemberga com uma pena gigante

A controvérsia sobre as indulgências desencadeada pelas Teses marcou o início da Reforma Protestante, um cisma na Igreja Católica que iniciou profundas e duradouras mudanças sociais e políticas na Europa. Lutero declarou posteriormente que a questão das indulgências era insignificante em relação às controvérsias que ele iria enfrentar mais tarde, como o seu debate com Erasmo de Roterdão sobre o livre arbítrio, sendo que nem ele viu a controvérsia como importante para sua descoberta intelectual sobre o evangelho. Mais tarde, Lutero escreveria que na época em que formulou as Teses ele permaneceu um "papista", e não parecia pensar que as Teses representariam uma ruptura com a doutrina católica estabelecida. No entanto, foi fora da controvérsia das indulgências que o movimento intitulado Reforma começou, todavia a controvérsia propeliu Lutero para a posição de liderança que ele iria desempenhar nesse movimento. As Teses também tornaram evidente que Lutero acreditava que a igreja não estava pregando corretamente e que isto colocava os leigos em grave perigo. Além disso, as teses contradiziam o decreto do Papa Clemente VI, que afirmava que as indulgências são o tesouro da igreja. Este desprezo pela autoridade papal pressagiou conflitos posteriores.
31 de outubro de 1517, o dia em que Lutero enviou suas teses à Alberto, foi comemorado como o início da Reforma já em 1527, momento em que Lutero e seus amigos brindaram com um copo de cerveja para comemorar o "pisoteio das indulgências". A publicação das Teses foi estabelecida na historiografia da Reforma como o início do movimento por Filipe Melâncton na obra Historia de vita et actis Lutheri de 1548. Durante o Jubileu da Reforma de 1617, o centenário de 31 de outubro foi comemorado com uma procissão até a Igreja de Vitemberga, onde Lutero teria afixado as teses. Uma gravura foi feita mostrando Lutero escrevendo as Teses na porta da igreja com uma gigantesca pena, a qual penetra na cabeça de um leão que simboliza o Papa Leão X. Em 1668, o dia 31 de outubro foi oficializado como o Dia da Reforma Protestante, um festival anual no Eleitorado da Saxônia e que se espalhou por outras terras luteranas.